# SECOND STORY
『SECOND STORY』（セカンド・ストーリー）は、ClariSの2枚目のオリジナルアルバム。2013年6月26日にSME Recordsから発売された。

## 解説
前作『BIRTHDAY』から約1年2か月ぶりとなるオリジナルアルバム。
テレビアニメのオープニングテーマ2曲とアニメーション映画の主題歌に新曲9曲を加えた全12曲を収録。
「完全生産限定盤」「期間生産限定盤」「通常盤」の3形態でリリースされた。「完全生産限定盤」には、ペーパートイ「グラフィックClariS（reunion ver.）」が、「期間生産限定盤」には、『魔法少女まどか☆マギカ』制作スタッフ書き下ろしのイラストスリーブ仕様。このイラストは、『劇場版 魔法少女まどか☆マギカ』のオープニング映像で、登場キャラクターである鹿目まどかと暁美ほむらが着用していた白いワンピースがモチーフになっている。

## 収録曲
Disc 1 [CD]
1. second story
  - 作詞：ClariS、作曲：nori、編曲：湯浅篤
2. ハルラ
  - 作詞・作曲・編曲：角野寿和
3. Wake Up
  - 作詞・作曲・編曲：丸山真由子
  - 5枚目シングル。テレビアニメ『もやしもん リターンズ』オープニングテーマ
4. rainy day
  - 作詞・作曲・編曲：KOH
5. HANABI
  - 作詞・作曲・編曲：丸山真由子
6. with you
  - 作詞・作曲・編曲：丸山真由子
  - 本作のリード曲。3DS/PS Vita用ゲームソフト『エクステトラ』主題歌
7. ルミナス
  - 作詞・作曲：渡辺翔、編曲：湯浅篤
  - 6枚目シングル。アニメーション映画『劇場版 魔法少女まどか☆マギカ[前篇]はじまりの物語』主題歌
8. ダイアリー
  - 作詞・作曲・編曲：KOH
9. eternally
  - 作詞・作曲・編曲：丸山真由子
10. ひとつだけ
  - 作詞・作曲・編曲：重永亮介
11. グラスプ
  - 作詞・作曲：渡辺翔、編曲：湯浅篤
12. reunion
  - 作詞・作曲・編曲：kz
  - 7枚目シングル。テレビアニメ 第2期『俺の妹がこんなに可愛いわけがない。』オープニングテーマ

Disk 2 [DVD]
1. Wake Up（Music Video）
2. ルミナス（Music Video）
3. reunion（Music Video）
4. with you（Music Video）
5. Wake Up （TV CM）
6. ルミナス（TV CM）
7. reunion（TV CM集）
8. SECOND STORY（TV CM集）

## 参加ミュージシャン
second story, ルミナス, グラスプ
- 設楽博臣：Guitar
- 湯浅篤：Bass